# Gare de Canaples
La gare de Canaples est une gare ferroviaire française (non exploitée) de la ligne de Saint-Roch à Frévent, située à proximité du centre du bourg de Canaples dans le département de la Somme en région Hauts-de-France.

## Situation ferroviaire
Établie à 55 mètres d'altitude, la gare fermée de Canaples est située au point kilométrique (PK) 26,562 de la ligne de Saint-Roch à Frévent (sur un tronçon non exploité), entre les anciennes gares de Vignacourt et de Fienvillers - Candas. 
C'était une gare de bifurcation, origine de la ligne de Canaples à Longroy - Gamaches (déclassée).

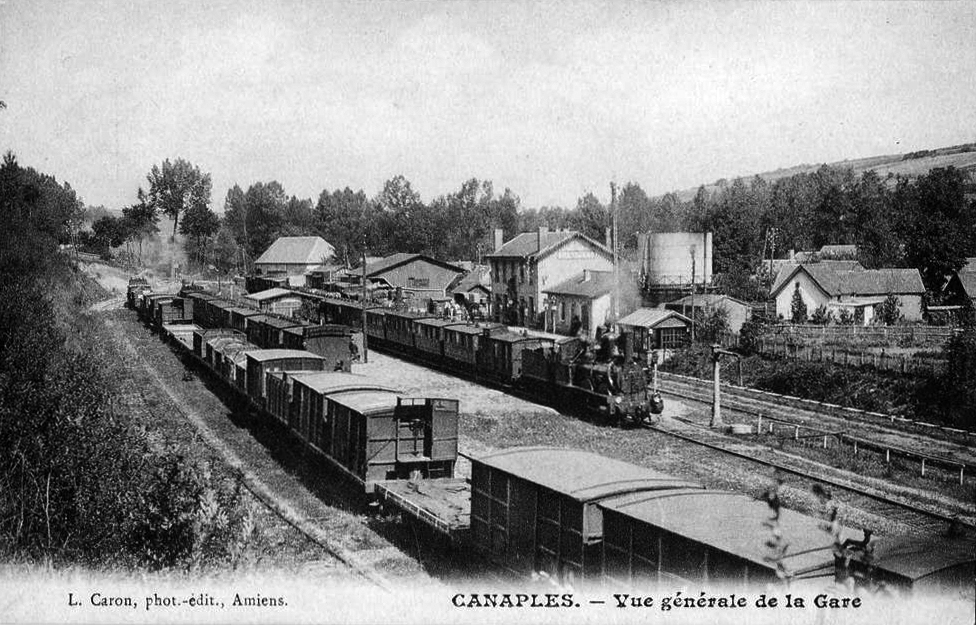
Vue d'ensemble de l'intérieur de la gare vers 1900.

## Histoire
La station de Canaples est mise en service le 11 avril 1874 par la Compagnie de Frévent à Gamaches, lorsqu'elle ouvre à l'exploitation le tronçon de Doullens à Longpré.

## Service des voyageurs
La gare est fermée au service des voyageurs.